# Arabian Prince
Ким Ренард Назель (англ. Kim Renard Nazel), известный как Arabian Prince — рэпер, бывший член группы N.W.A.

## Биография
Arabian Prince начал свою творческую деятельность в шоу «Bobby Jimmy & the Critters» в 1984 году. Также он подготовил сингл и альбом для JJ FAD — «Supersonic». Затем стал одним из основателей N.W.A. но вскоре почувствовал себя лишним по сравнению с основными исполнителями — Eazy-E, Ice Cube, MC Ren и Dr. Dre, DJ Yella. После ухода из N.W.A. Arabian Prince продолжает сольную карьеру. Его второй альбом — «Brother Arab» был выпущен в 1989 году, но продавался плохо. В 1993 году он выпустил свой третий альбом «Where’s My Bytches», который оказался последним. Недавно Ким заявил о себе под псевдонимом Professor X. В 2007 году он выступал в качестве DJ на 2K Sports Bounce Holiday с артистами из Stones Throw. В 2008 году Stones Throw выпустила компиляцию его треков с 1980-х годов. Одна из его песен была включена в 2007 году в видеоигру «College Hoops 2K8».

## Дискография
- Brother Arab (1989) Orpheus Records
- Situation Hot (1990) Macola Records
- Tha Underworld Followed (1992)
- Where’s My Bytches (1993) Da Bozak Records.
- Professor X (2007/2008) Clone Records
- Innovative Life: The Anthology (2008) Stones Throw Records

### В составе N.W.A
- N.W.A. and the Posse (1987)
- Straight Outta Compton (1988)